# Embuscade de Palestro
Il ne faut pas confondre l'embuscade de Palestro de 1956 avec l'Insurrection de Palestro de 1871 ni avec la bataille de Palestro (Italie) en 1859.
Guerre d'Algérie
Batailles
- Toussaint rouge
- Opération Eckhmül
- Opération Aloès
- Opération Véronique (en)
- Opération Violette
- Massacres d'août 1955 dans le Constantinois
- Opération Timgad
- Bataille d'El Djorf
- Opération Oiseau bleu
- Embuscade de Palestro
- Bataille d'Alger
- Bataille de Bouzegza
- Bleuite
- Bataille de Timimoun
- Bataille des Frontières
- Combat du Fedj Zezoua
- Coup d'État du 13 mai 1958
- Opération Résurrection
- Opération Couronne
- Opération Brumaire
- Plan Challe
- Opération Jumelles
- Semaine des barricades
- Manifestations de décembre 1960
- Putsch des généraux

- Bataille de Bab El Oued
- Fusillade de la rue d'Isly
- Massacre d'Oran

L'embuscade de Palestro, ou embuscade de Djerrah, est un engagement militaire qui a lieu le 18 mai 1956, durant la guerre d’Algérie, à proximité du village de Djerrah dans la région de Palestro (aujourd'hui Lakhdaria) en Kabylie au cours duquel une section d'une quarantaine d'hommes de l’Armée de libération nationale (ALN), commandée par le lieutenant Ali Khodja, tend une embuscade à une section de vingt-et-un hommes du 9e régiment d'infanterie coloniale de l'Armée française, commandée par le sous-lieutenant Hervé Artur.
L'affrontement se solde par l'anéantissement de presque toute l'unité française, un seul soldat ayant la vie sauve. Les pertes de l'unité algérienne, inconnues, sont estimées à un mort et éventuellement un blessé, peut-être quelques morts.
Le sort subi par les appelés du contingent français déclenche une intense émotion en France. Les cadavres sont nus, émasculés et mutilés.

## Contexte historique
Depuis le 1er novembre 1954 et la Toussaint rouge, l'Algérie est en guerre. Alors que l'insurrection armée menée par le FLN prend de plus en plus d'ampleur, les effectifs de l'armée française baissent en raison du retour des troupes marocaines dans leur pays redevenu indépendant, de la libération des soldats du contingents maintenus sous les drapeaux et de l'accroissement du nombre de désertions des spahis et tirailleurs algériens, le président du Conseil Guy Mollet se résout au rappel des disponibles du contingent afin d'augmenter les effectifs militaires en Algérie de  200 000 soldats. Nommé depuis peu pour garantir la « paix en Afrique du nord », il planifie néanmoins une politique répressive et refuse toute négociation au sujet de l'indépendance avant l'obtention d'un cessez-le-feu ; et pour la première fois un gouvernement socialiste, soutenu par les communistes, décide l’envoi du contingent. En mai 1956, les premiers rappelés débarquent en Algérie.
Le FLN, pour sa part, organise en septembre 1955, très peu de temps après les événements de Constantine, l'une de ses premières opérations de propagande, Abane Ramdane, responsable de la zone d'Alger invitant dans le maquis de Palestro le journaliste Robert Barrat, à qui sont présentées les revendications du mouvement indépendantiste. Barrat y rencontre également des djounoud, ou soldats de l'ALN.

## Protagonistes
L'embuscade met aux prises l'Armée française à l'Armée de libération nationale algérienne avec, du côté français, une section du 2e bataillon du 9e régiment d'infanterie coloniale commandée par le sous-lieutenant Hervé Artur et du côté algérien, une partie du commando Ali Khodja, soit plusieurs groupes comptant au total une quarantaine de djounouds selon certaines sources.

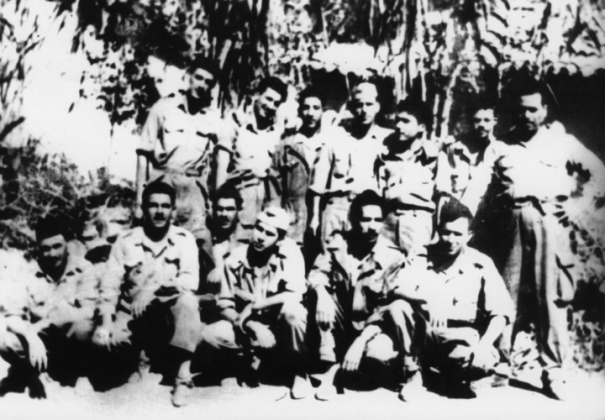
État-major de la wilaya 4 de l'ALN, 1956-1957.

Ali Khodja est né à Alger le 12 janvier 1933, et en octobre 1955, ils sont trois à déserter de la caserne d'Hussein Dey, emportant avec eux plusieurs armes. Ayant rejoint le maquis de Palestro, dirigé par Amar Ouamrane, Khodja se voit confier le commandement d’une section de l’ALN, forte de cent-dix hommes, qui se distinguera rapidement par ses actions, devenant plus tard sous le nom de commando Ali Khodja l'une des légendes de l'ALN. Dans le but de récupérer armes et vêtements, l’unité de Khodja, comme toutes les autres unités de l'ALN à cette époque, privilégie les embuscades, qui sont exécutées conformément à la devise « Frappe, récupère et décroche ».
Hervé Artur est né à Paris le 17 septembre 1926 ; après son service militaire en Algérie, il prépare une agrégation de philosophie qu'il abandonne pour un emploi dans une société de transports ; fin avril 1956, il est rappelé à sa demande sous les drapeaux et il est affecté avec le grade de sous-lieutenant au 9e régiment d'infanterie coloniale stationné en Kabylie. Cet officier qui croit en l’œuvre de pacification de l’armée française assure le commandement d'une section de vingt fantassins composée de deux sergents, de deux caporaux-chefs, de deux caporaux et de quatorze soldats, la plupart étant des ouvriers dans le civil. Le 18 mai au matin, il part en mission de reconnaissance dans les villages proches d'Ouled Djerrah.

## Chronologie

### 18 mai 1956: engagement
L'embuscade a lieu le vendredi 18 mai 1956 et dure moins de vingt minutes. Elle se solde par la victoire de l'ALN.
Seuls cinq membres de la 2e section survivent à l'attaque. Il s'agit du sergent Alain Chorliet, du caporal-chef Louis Aurousseau, du marsouin Lucien Caron. Les trois sont blessés, ainsi que deux autres marsouins, Jean David-Nillet et Pierre Dumas. Grièvement blessé, Caron est laissé sur place avec les villageois kabyles du douar, les autres survivants sont emmenés par les moudjahidin. Les deux blessés sont confiés aux villageois du douar voisin de Bou Zegza, David-Nillet et Dumas sont gardés comme prisonniers par Khodja qui poursuit sa retraite dans les montagnes.

### Mutilations

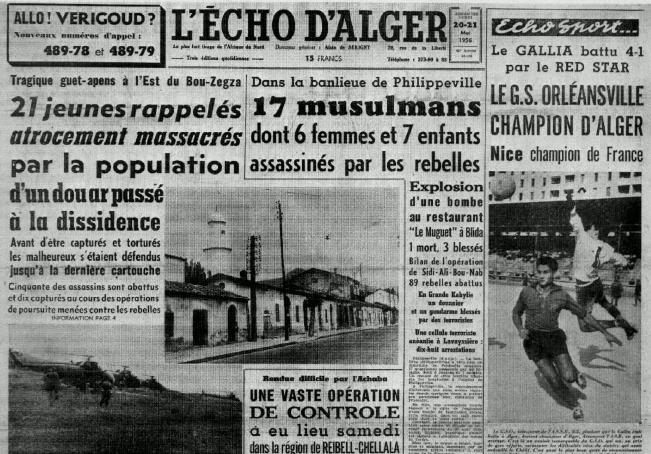
Une de L'Écho d'Alger du 20 mai 1956 titrant : « 21 jeunes rappelés atrocement massacrés par la population d'un douar passé à la dissidence ».

Au moment de quitter les lieux de l'embuscade, le soldat Pierre Dumas emmené comme prisonnier, voit arriver des civils du village voisin de Djerrah. La presse d'alors rapporte sans nuance que ces habitants commencèrent à mutiler les soldats. Si le déroulement réel des mutilations n’est pas connu, il est fait état d'« atroces mutilations ». Le sous-lieutenant Artur est égorgé et ses hommes portent des traces de couteau un peu partout sur le corps ; les yeux de certains sont crevés. Tous les cadavres sont marqués au couteau sur les plantes des pieds des trois lettres de l'ALN qui signe le massacre. Les habitants de Djerrah achèvent les mourants et prennent le temps d'émasculer les militaires. Un soldat n'est pas mort, Lucien Caron, est transporté blessé puis abandonné sur le bord de la route.
Le détachement parti à la recherche des militaires tombera sur leurs cadavres nus, dépecés, certains visages méconnaissables. Quinze cadavres sont retrouvés à 800 m de l'embuscade.
Selon Bernard Droz et Évelyne Lever, « ces mutilations furent effectuées par les survivants de la population locale, au lendemain d'un ratissage particulièrement brutal ». Ce point de vue est partagé par Yves Courrière, qui précise que les mutilations eurent lieu « après la mort des soldats français ». Certains auteurs concluent a contrario qu'il est difficile de savoir si les morts de Palestro ont été mutilés agonisants ou décédés,.
La chercheuse Raphaëlle Branche a rencontré des habitants du village qui ont expliqué les mutilations par le désir de vengeance de la répression de 1870.

### 23 mai 1956: riposte et représailles de l'armée française
Le 19 mai, sans nouvelle de la 2e section, l'armée française envoie trois bataillons et quatre hélicoptères pour la retrouver. Dans les hélicos, ce sont des éléments du 4e escadron du 13e RDP basé à Dra El Mizan qui vont intervenir héliportés sur place, là où avait eu lieu l'embuscade. Il y aura des morts[réf. nécessaire]. Le 23 mai, les parachutistes du 1er REP et du 20e BPC[réf. nécessaire] retrouvent 19 membres du commando Ali Khodja retranchés dans une grotte avec les deux prisonniers, près de Tifrène. Un combat s'ensuit au cours duquel 16 moudjahidines sont tués et trois sont faits prisonniers ; Jean David-Nillet est tué accidentellement lors de l'assaut tandis que Pierre Dumas, blessé, est libéré.
Raphaëlle Branche précise en outre que dans l'après-midi qui suit la découverte des cadavres français « quarante-quatre Algériens sont liquidés sommairement » alors que « la majorité, de l'aveu même des autorités militaires, sont des fuyards qui cherchent à échapper à l'encerclement organisé par les troupes françaises au nord de l'embuscade » ; par ailleurs, le village de Djerrah, où sont retrouvées des caches d'armes, est détruit en totalité.
Parfois, l'action de l'aspirant Maillot, un militant du PCA, désertant quelques semaines auparavant avec un camion d'armes, a été mise en relation avec l'embuscade du 18 mai 1956. Cette hypothèse n'est pas retenue par Raphaëlle Branche qui souligne l'hostilité du FLN à l'égard de l'initiative de Maillot visant à constituer un maquis dans l'Ouarsenis.

## Suites et conséquences

### Presse
L'embuscade de Palestro donne l'occasion au gouvernement français de mettre en place un strict contrôle de l'information. Cinq jours après l'embuscade, le 21 mai 1956, Max Lejeune, secrétaire d'État aux Forces armées, adresse au général Lorillot une instruction interdisant la communication à la presse des chiffres de pertes de l'armée. En outre, quelques jours plus tard, un code de conduite vient régir de manière stricte l'information sur les opérations militaires en cours. Enfin, un communiqué de Robert Lacoste, ministre-résident, interdit à la presse, sauf autorisation, d'identifier les unités engagées, de divulguer les chiffres des pertes amies, les noms des victimes ou toute information « de nature d'angoisser les familles intéressées ».

### Premières exécutions de condamnés à mort
Le 19 juin 1956, un mois après l'embuscade, ont lieu les deux premières exécutions capitales de « rebelles » condamnés à mort, celles d'Ahmed Zabana et d'Abdelkader Ferradj. Si le choix de Zabana peut aisément s'expliquer par son rôle important au sein du mouvement indépendantiste algérien, celui de Ferradj ne semble s'expliquer que par son appartenance au commando Ali Khodja ; il est accusé par la presse et par le ministre-résident d'avoir participé à des attaques antérieures à l'embuscade de Palestro. Ces exécutions constituent « une réponse » à l'embuscade.

### Exécution des deux soldats disparus
Des indices semblent indiquer qu'Aurousseau et Serreau, les deux soldats disparus de la section Artur, sont toujours en vie début juin 1956, prisonniers de l'ALN et ils auraient été exécutés en représailles de la mort de Zabana et Ferradj.

## Mémoires collectives des violences

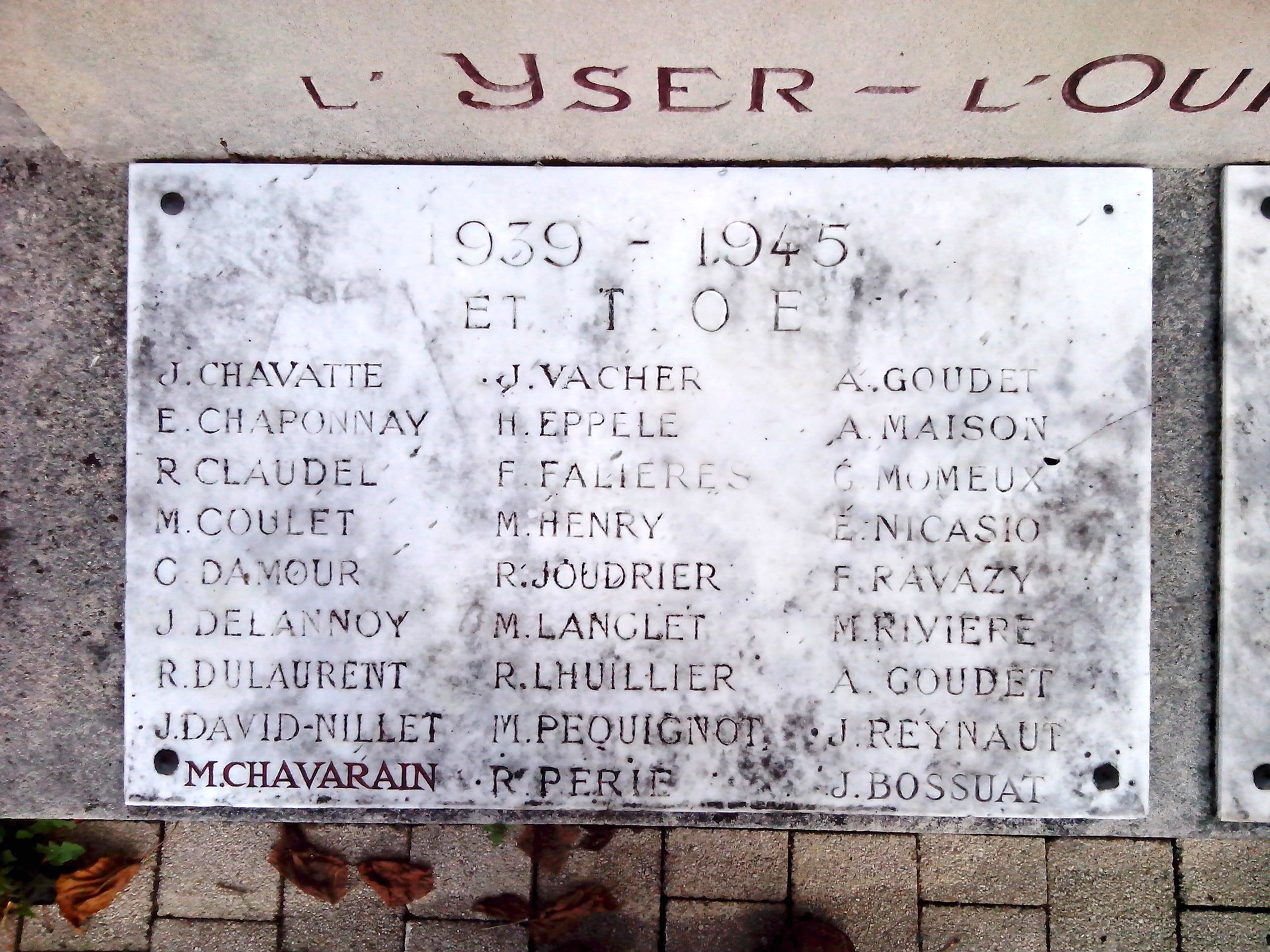
Plaque commémorative du monument aux morts de Crosne comportant le nom de Jean David-Nillet, originaire de cette ville et mort lors de l'assaut donnée par l'armée française pour le libérer.

Selon l'historien Benjamin Stora : « Palestro restera comme la plus célèbre embuscade de la guerre, le symbole de ce qui peut arriver de pire : l'attaque surprise, l'impossibilité de se défendre, la mutilation des cadavres. La hiérarchie militaire saura d'ailleurs utiliser ce traumatisme pour vaincre les réticences ».
En tant que fait de guerre, l'embuscade n'a rien de particulier, se situant, tant du point de vue de la mortalité militaire générale que de la mortalité particulière de l'officier commandant la section, dans les moyennes constatées pour l'année 1956. L'événement prendra cependant, dans les jours qui suivent et pour très longtemps, une importance particulière, intégrant dans l'imaginaire français, aux côtés des massacres du Constantinois du 20 août 1955 et, un an plus tard, du massacre de Melouza, un triptyque censé symboliser la violence et la sauvagerie des indépendantistes.
Les discours officiels ou médiatiques  associeront ainsi aux « fellagha » des images de « sauvagerie » et de « fanatisme », les preuves du « caractère primitif » de l'Algérien étant données par l'embuscade elle-même et les mutilations qui l'accompagnent. Le mot « massacre » s'impose en lieu et place des mots « embuscade » ou « guet-apens » utilisés au départ. Finalement, le simple fait de guerre prend une tout autre signification : ce n'est plus une défaite de l'armée française, mais des violences ayant visé — par assimilation — des « civils ».

### Violences et mémoires de l'insurrection de 1871
La création du village français de Palestro est décidée par Napoléon III en 1869 sur l'axe Alger-Constantine, au centre d'une plaine alluviale bordée de montagnes situées à 80 km au sud-est d'Alger. L'oued Isser débouche dans cette cuvette après un parcours de quatre kilomètres dans le défilé rocheux des gorges de Palestro. Il s'agit d'une région charnière entre la Kabylie et la plaine côtière de la Mitidja,,.
Moins de trois ans après sa création, pendant la révolte de Mokrani, le village est attaqué, le 21 avril 1871, par 1 500 à 1 800 hommes armés une cinquantaine de colons sont tués en quelques instants : parmi eux se trouvent le maire de Palestro, Dominique Bassetti, le brigadier de gendarmerie, tué à coup de hache par trois détenus que les insurgés ont libérés,.
En 1991, le Front islamique du salut (FIS), puis en 1992, le Groupe islamique armé (GIA) y installent leurs bases arrière. Selon l'historienne Raphëlle Branche, Djerrah ou Palestro restent le symbole d’un espace difficile à contrôler, où la violence semble presque trouver une certaine logique.